# 弗洛里安·特里特尔
弗洛里安·特里特尔（西班牙語：Florián Trittel，1994年5月23日—），西班牙男子帆船运动员，2023年世界帆船锦标赛男子49人级铜牌得主、2024年夏季奥林匹克运动会男子49人级金牌得主。